# Monastère de la Présentation d'Ivanovo
Le monastère de la Présentation (Введе́нский монасты́рь) est un monastère de femmes de l'Église orthodoxe russe situé en Russie dans le centre-ville d'Ivanovo. Il est dédié à la Présentation de Marie au Temple.

## Architecture
L'église de la Présentation est un monument architectural protégé du début du XXe siècle. Elle a été construite en briques rouges en style néo-russe sur les fonds du maire d'Ivanovo-Voznessensk, Pavel Derbeniov, et de ses frères à la tête d'une des plus grandes manufactures textiles de Russie. Les plans sont de l'architecte Piotr Begen. Le patriarche Tikhon y a servi en 1918.

## Histoire

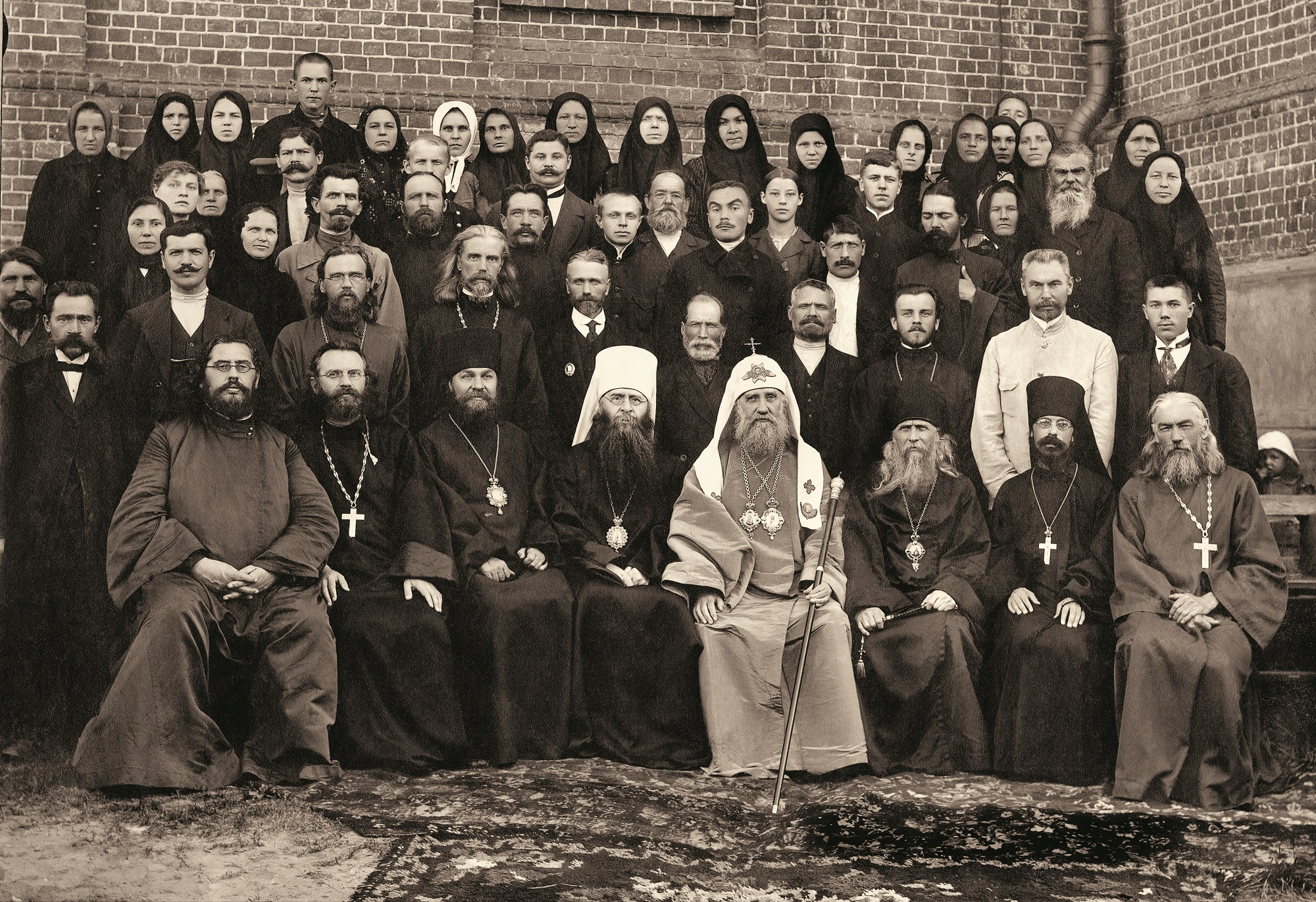
Le patriarche Tikhon devant les murs de l'église.

Le monastère est fondé en 1991 par l'archimandrite Ambroise (Iourassov), né en 1938 et mort en 2020. Pendant l'ère soviétique, l'église était un dépôt d'archives du KGB et toute la décoration intérieure avait été détruite.
Quatre femmes, filles spirituelles de l'archimandrite Ambroise, ont fait une grève de la faim pendant soixante jours pour que l'église soit rendue au culte orthodoxe. Grâce à cela, elle est effectivement rendue au culte orthodoxe le 27 mars 1991, ce qui est accepté par décret du patriarche Alexis II de Moscou qui permet la fondation d'un monastère féminin dans l'église et ses locaux annexes.

## Reliques
Les dépouilles du nouveau martyr Vladimir Vvedenski (1869-1931), canonisé en 2002, et du bienheureux Alexis Elnatski sont vénérées dans cette église, ainsi que des reliques de saints antiques. Elle possède aussi une soutane de saint Jean de Cronstadt.

## Services

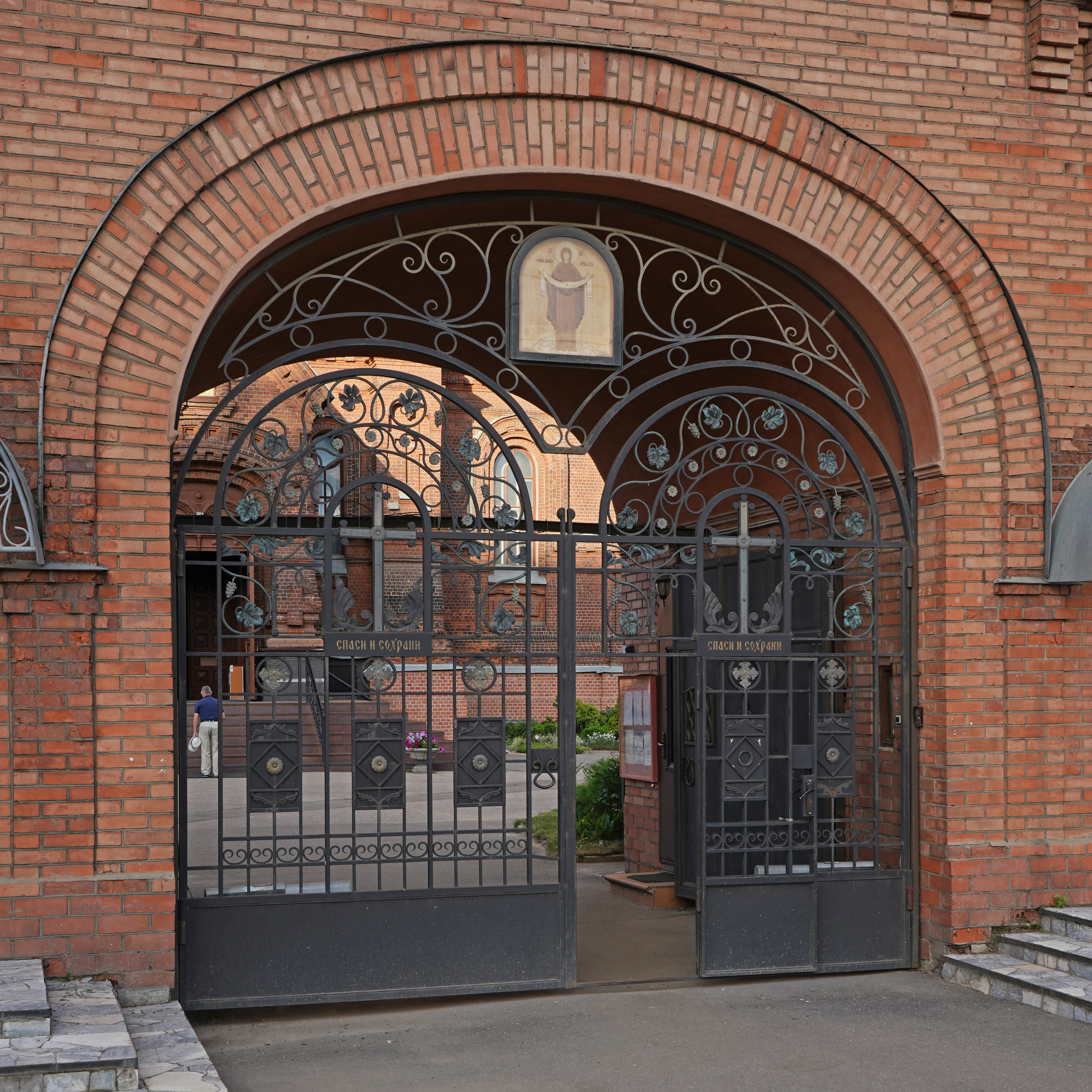
Portail du monastère.

Le fondateur et le directeur spirituel du monastère jusqu'à sa mort est l'archimandrite Ambroise (Iourassov), né en 1938 et mort le 7 mai 2020, et l'abbesse (higouménia en russe) est Mère Marie (Perepetcha).
Le monastère se distingue par ses activités sociales et missionnaires de ses diaconnesses qui ne sont pas des moniales vouées à la seule prière, mais aussi à des activités de charité. L'archimandrite Ambroise a animé des émissions spirituelles radiodiffusées par Radio Radonège. Les religieuses sont très impliquées par l'éparchie dans des activités missionnaires et d'aumônerie auprès des prisons de femmes de la région. Une ligne d'écoute téléphonique est aussi mise en place. Les religieuses s'occupent aussi de nécessiteux, de SDF, d'orphelins, de toxicomanes, de personnes atteintes du VIH, de personnes prisonnières ou venant d'être libérées. Elles s'occupent aussi de distribution de repas aux nécessiteux. Certaines religieuses travaillent à la commission pour la canonisation des saints de l'éparchie.

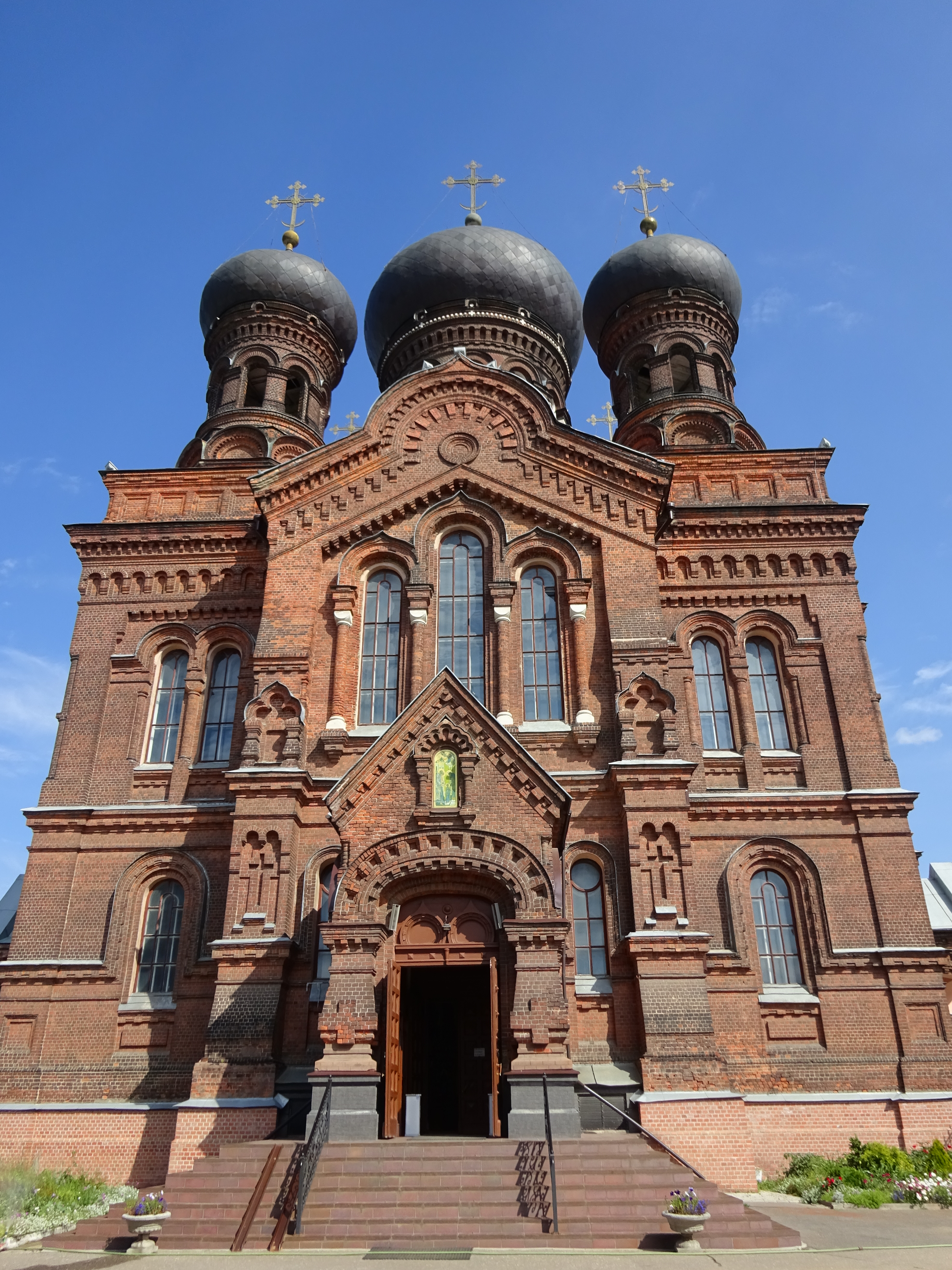
Façade de l'église.

La communauté monastique dispose aussi d'un département d'édition qui publie non seulement des livres, mais aussi des booklets et un journal «Слово утешения» (Parole de réconfort).